# Georges Heylens
Georges Heylens (8 de agosto de 1941) é um ex-futebolista belga que competiu na Copa do Mundo FIFA de 1970.

## Carreira
Georges Heylens representou a Seleção Belga de Futebol, da Euro de 1972.